# Bulthoevekapel
De Bulthoevekapel is een kapel in Horst in de Nederlands Noord-Limburgse gemeente Horst aan de Maas. De kapel staat op het perceel van Kreuzelstraat 13 in het buitengebied ten noorden van Horst. De kapel is gebouwd naar voorbeeld van de Sint-Jozefkapel in Horst.
De kapel is gewijd aan Maria.

## Geschiedenis
In 2013 werd de kapel gebouwd voor met name arbeidsmigranten uit Polen die hier een kaarsje kunnen opsteken. Op 8 juni 2013 werd de kapel ingezegend.

## Bouwwerk
De bakstenen kapel is gebouwd in neogotische stijl op een rechthoekig plattegrond met driezijdige apsis. Tussen de frontgevel en achtergevel ligt een verzonken zadeldak met pannen, terwijl de apsis een driezijdig schilddak met pannen heeft met een lagere nokhoogte. De frontgevel en achtergevel zijn een puntgevel waarbij de frontgevel voorzien is van toppilaster. Op de zes hoeken van de kapel zijn er overhoekse steunberen met twee of drie versnijdingen die voorzien zijn van een schuin geplaatste grijze dekplaten. In de frontgevel reiken deze steunberen tot boven de gootlijst. In de zijgevels bevindt zich onder de gootlijst een tandfries en de linker zijgevel heeft twee spitsboogvensters met rijk uitgevoerd maaswerk bestaande uit drielobben. In de frontgevel bevindt zich een blinde segmentboog. De frontgevel bestaat verder uit twee spitsboogvormige blinde nissen links en rechts van de ingang en in het midden een spitsboog met bovenin een met maaswerk gevuld bovenlicht en eronder een dubbele paneeldeur die toegang geeft tot de kapel.
Van binnen is de kapel wit gestuukt en wordt de kapel overwelft met een door houten balken gedragen spits gewelf. In de achterwand is een nis aangebracht die wordt afgesloten als een glazen vitrine. In de nis staat een beeld van Maria die haar handen uitnodigend langs haar lichaam naar beneden houdt, terwijl zij een slag (die symbool staat voor het kwaad) vertrapt.